# Universität Dublin

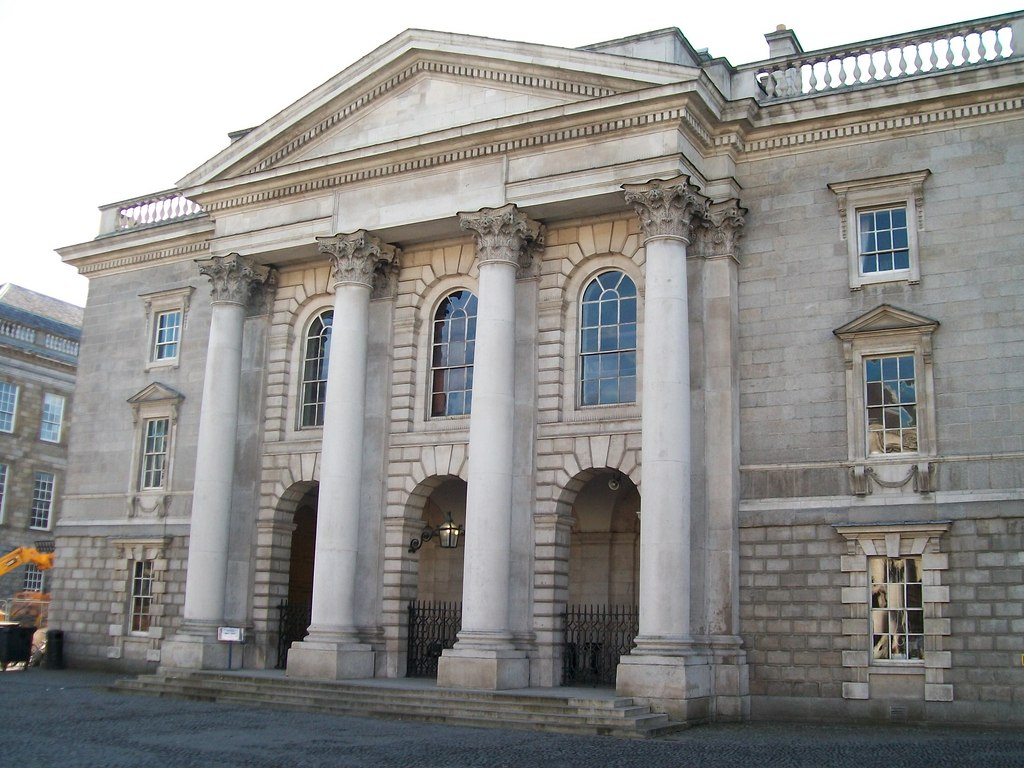
The Public Theatre, Ort öffentlicher Amtseinführungen

Die Universität Dublin (englisch University of Dublin, irisch Ollscoil Átha Cliath) ist eine Universität in der irischen Hauptstadt Dublin. Sie wurde 1592 von Königin Elisabeth I. als „The College of the Holy and Undivided Trinity of Queen Elizabeth near Dublin“ gegründet und ist somit Irlands älteste Universität. Der Bau wurde durch Spendengelder errichtet, das Grundstück sowie die Ruinen des All Hallows-Klosters durch die Stadt gestiftet. Im Studienjahr 2003/04 waren 15.428 Studenten immatrikuliert.
Anders als die Universitäten von Oxford und Cambridge, nach deren Vorbild die Universität Dublin gebildet wurde und die jeweils aus vielen Colleges bestehen, gibt es nur ein College in Dublin: das Trinity College. Daher werden die Begriffe Trinity College Dublin und University of Dublin in der Praxis als Synonyme verwendet.